# بخش‌های دپارتمان کورز
بخش‌های دپارتمان کورز (انگلیسی: Arrondissements of the Corrèze department) شامل ۳ بخش به شرح زیر است:
1. بریو-لا-گیارد با ۹۸ کمون (فرانسه) و جمعیت ۱۲۹ هزار نفر در سال ۲۰۱۳ می‌باشد.
2. بخش تول با ۱۱۷ کمون (فرانسه) و جمعیت ۷۸ هزار نفر در سال ۲۰۱۳ می‌باشد.
3. بخش اوسل با ۶۸ کمون (فرانسه) و جمعیت ۳۲ هزار نفر در سال ۲۰۱۳ می‌باشد.